# Carlos Mendonça
José Carlos dos Santos Mendonça foi um polivalente artista português. Nasceu em Lisboa, Portugal, em 28 de janeiro de 1939. Era filho de Amílcar de Almeida Mendonça e de Angela da Conceição dos Santos Mendonça. Durante os seus estudos secundários, pertenceu ao Grupo de Teatro da Escola Veiga Beirão, dirigido então pelo actor Manuel Lereno.
Cedo se apercebeu de que a sua vida estava nas artes teatrais e entrou para um grupo de teatro da Mocidade Portuguesa, dirigido por António Manuel Couto Viana. A instâncias de uma colega actriz desse grupo, vai assistir a uma aula de Ballet da professora Ruth Asvin e decide que é por aí que quer seguir.
Estuda com vários professores de dança clássica, nomeadamente, Ruth Asvin, Anna Mascolo e Isabel Santa Rosa em Portugal, em Paris nos Estúdios Vaquer, na Bélgica com Jacques Van de Veld, e em Inglaterra, com a professora Audrey de Voss. Casa com uma bailarina inglesa, de que tem filhos.
Fez parte do Ballets de Lisboa de Fernando Lima e Águeda Sena e do Grupo de Bailados Portugueses de Fernando Lima. Integrou o Grupo Experimental de Ballet sob a égide de Norman Dixon, que foi precursor do Ballet Gulbenkian.
O serviço militar obrigatório e a guerra colonial obrigaram-no a terminar abruptamente a sua carreira de bailarino. Em 1964 radica-se em Inglaterra, onde segue estudos de desenho e de história de arte de trajar. Frequenta o Ealing College of Art e muito cedo começa a trabalhar como assistente de figurinista de Michael Robbie. Trabalhou para a BBC, Granada Television, Euston Films e Paramount Films.
Volta para Portugal em 1980, onde se torna figurinista em programas de televisão como musicais,novelas, etc. Em parceria com Mário Rainho escreve vários espectáculos musicais e de Teatro de Revista. Em 1990 é convidado a dirigir a Marcha Popular de Alfama, o que irá continuar a fazer durante vinte anos, como coreógrafo, figurinista, cenógrafo, letrista e às vezes até como músico e compositor.
Leva a cena o espetáculo "Cantar Melodias de Sempre", nos Teatros S. Luiz e Maria Matos, com Gina Maria e outros nomes.
É considerado o homem que inovou as Marchas de Lisboa. Em vinte anos conseguiu treze primeiros lugares e vários prémios de figurinos, artes plásticas e coreografia. O seu estilo foi sempre seguido por outros ensaiadores. No Teatro desenhou cenários e figurinos para várias peças do Parque Mayer, ABC, Variedades e Maria Vitória. Fica conhecido como o 'Mourinho' das Marchas de Lisboa.
Depois do divórcio, passa a viver com o seu companheiro, Carlos Salgueiro, com quem se casa em 2011. Quando este morre, em 2011, um padre recusa-se a rezar a missa de corpo presente na Basílica da Estrela, o que ofende Carlos Mendonça, que proclama na imprensa a sua indignação .
Faleceu, em Lisboa, a 6 de setembro de 2016, aos 77 anos de idade.

## Carreira
Colaboração em Inglaterra com Michael Robbie e também Evangeline Harrisson
- Its a knock out  (jogos sem fronteiras internacionais)
- The good old days - BBC
- The stars look down - Granada Television
- The fox - Euston Films
- Charles and Diana - Paramount Films
- To catch a King - HBO

Em Portugal
- Direcção de arte  e figurinos
- Fátima- The Miracle - HBO

Autor de
- Cenários e figurinos
- The Pajama Game - Bourne End Operatic Society - UK

Revistas
- Cantar Melodias de Sempre - Teatros S. Luiz e Maria Matos
- Vivóvelho - Teatros Maria Matos e Variedades
- Ai quem me Acode - Teatro ABC
- Mama eu Quero - Teatro ABC

(também como autor de textos, além de cenários e figurinos)
- Ó Troilaré, Ó Troilará! - Teatro Maria Vitória
- O Estádio da Nação - Teatro Sá da Bandeira - Porto
- A revista é Liiiiinda ! - Teatro Maria Vitória

Figurinos para a peça de teatro "Jus'Like That" Edinburgh Festival 2010
Cenários para
- Rapazes Nus a Cantar - Teatro do Casino Estoril.

Televisão
- Figurinos para Musicais (RTP1) Os principais, Casa de Artistas, Os Reis do Estúdio
- Entretenimento (RTP1) Assalto a Televisão (SIC) A Cadeira do Poder (RTP1) João Nicolau Breyner
- Novelas (RTP) Verão Quente, (TVI) A Filha do Mar, Bons Vizinhos

### Como Ator
- Vidas de Sal (RTP, 1996)
- A Grande Aposta (RTP, 1997) Médico
- Cromos de Portugal (RTP, 1998) Apanhados
- Débora (RTP, 1998)
- Bacalhau com Todos (RTP, 2000) Luís Fernando Calado
- Filha do Mar (TVI, 2001)